# Compañía de librea

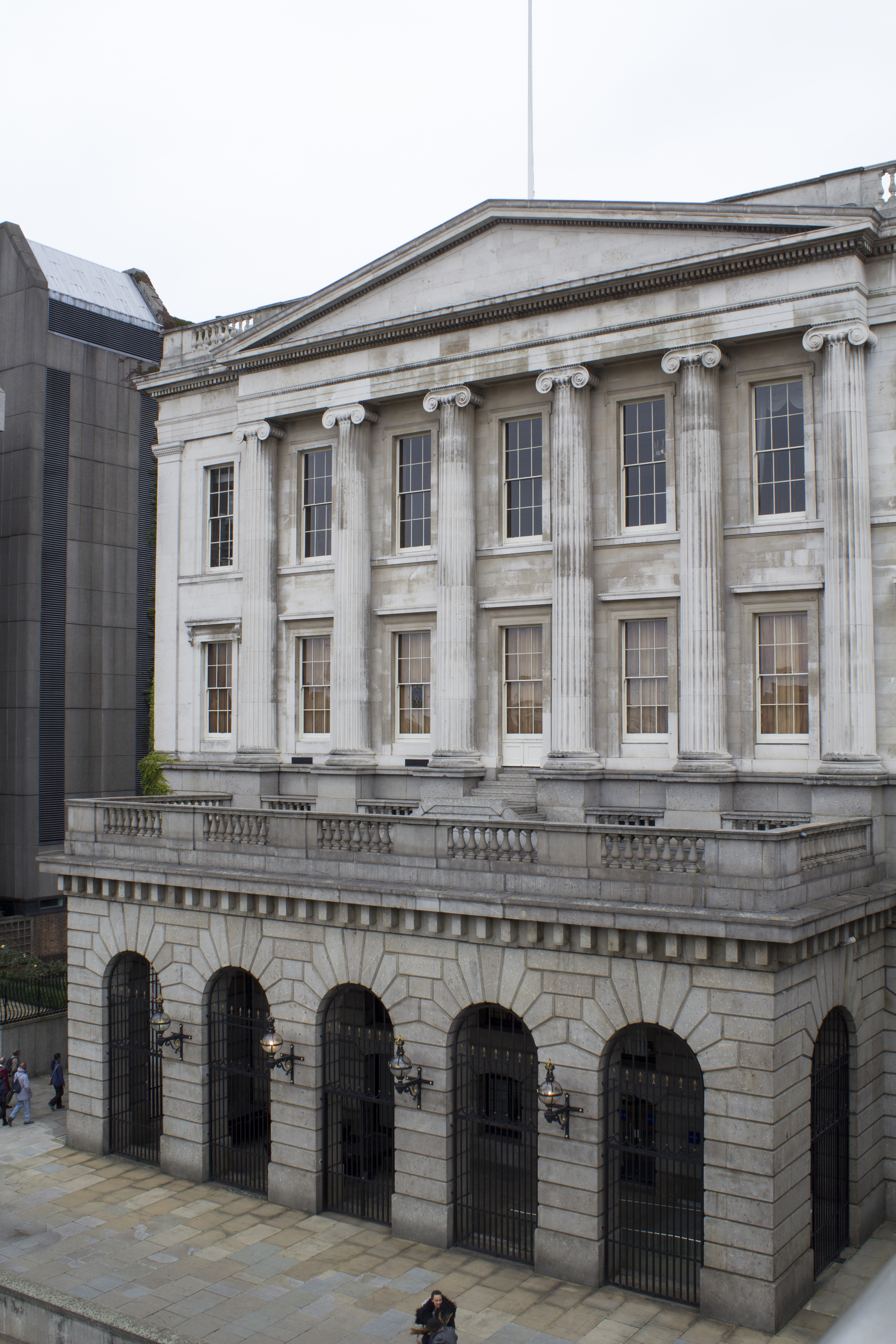
Fishmongers' Hall sobre el Puente de Londres, hogar de la Honorable Compañía de Pescaderos (Worshipful Company of Fishmongers)

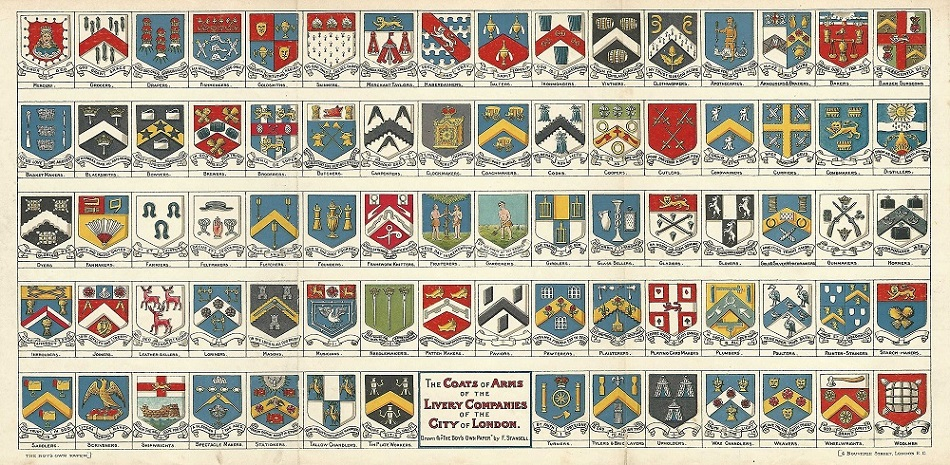
Escudos de las compañías de librea (hasta 1900)

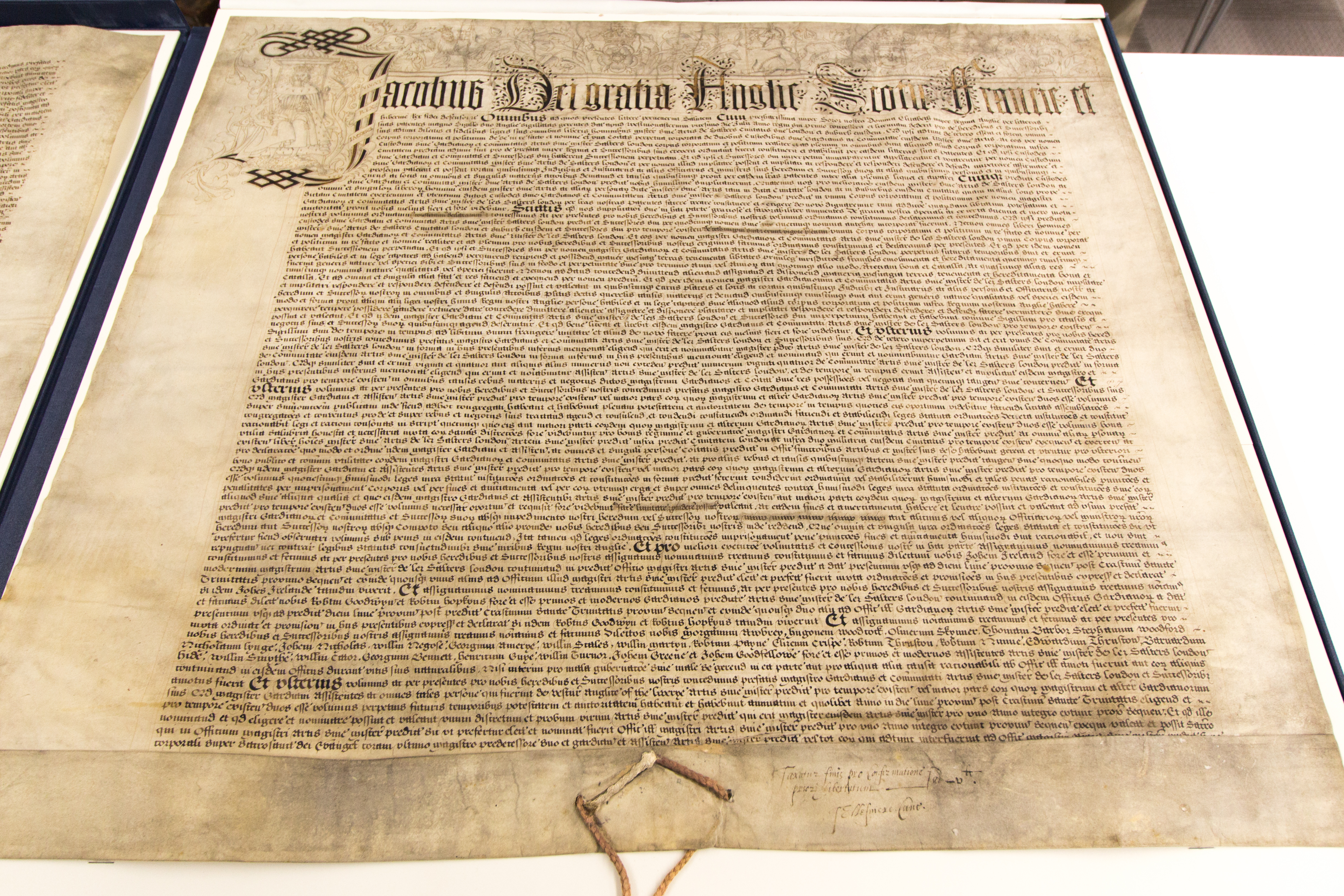
Carta Real de la Honorable Compañía de Saladores (Worshipful Company of Salters), firmada por Jacobo I en 1607

Una compañía de librea (en inglés: livery company) es un tipo de gremio o asociación profesional que se originó en el siglo XII en Londres, Inglaterra. Las compañías de librea comprenden las asociaciones comerciales y gremios antiguos y modernos de Londres, casi todos los cuales son estilizados como la «Honorable Compañía de» (Worshipful Company of) seguido del nombre de su artesanía, oficio o profesión.
En marzo de 2025, habían 113 compañías de librea. Desempeñan un papel importante en la vida de la City de Londres, en particular al ofrecer donaciones benéficas y oportunidades para establecer contactos. Las miembros de estos gremios conservan el derecho a voto para los cargos cívicos de alto rango, como el Lord Alcalde, los Sheriffs y el Consejo de los Comunes de la Corporación de la City de Londres, la antigua autoridad municipal de Londres, con amplios poderes de gobierno local.

## Origen y características
El término «librea» (livery) se originó en el diseño de la vestimenta que usaban los criados de la nobleza y, posteriormente, por extensión, en el uniforme para denotar la pertenencia a un oficio. Las compañías de librea evolucionaron a partir de los gremios medievales de Londres, convirtiéndose en corporaciones por cédula real, responsables de la formación en sus oficios, así como de la regulación de aspectos como el control salarial, las condiciones laborales y las normas del sector. Los primeros gremios a menudo surgieron de organizaciones fraternales parroquiales, donde numerosos miembros del mismo oficio vivían en estrecha proximidad y a menudo se congregaban en la misma iglesia. Como la mayoría de las organizaciones durante la Edad Media, estas compañías de librea tenían estrechos vínculos con la Iglesia católica (antes de la Reforma protestante), dotando establecimientos religiosos como capillas e iglesias, observando festivales religiosos y organizando ceremonias, así como obras teatrales de misterios. La mayoría de las compañías de librea conservan sus asociaciones religiosas históricas, aunque hoy en día los miembros son libres de seguir cualquier fe o ninguna.
Muchas compañías de librea, aunque no todas, establecieron un edificio o un gran salón de reuniones. Aunque algunos de estos salones fueron destruidos en el Gran incendio de Londres de 1666 y durante el Blitz de la Segunda Guerra Mundial, más de cuarenta compañías aún poseen o comparten la propiedad de salones de librea, algunos elaborados e históricos, otros reemplazados por modernos salones renovados. La mayoría de estos salones están disponibles para el uso de otras compañías que no cuentan con un salón de librea propio.
Muchas compañías de librea antiguas mantienen contacto con su oficio o artesanía original. En algunos casos, han optado por apoyar una industria de reemplazo que cumple un propósito similar en la actualidad; por ejemplo, los plásticos sustituyeron el uso del cuerno o el marfil en el caso de la Honorable Compañía de Horneros (Worshipful Company of Horners) y la moda en el caso de la Honorable Compañía de Sederos (Worshipful Company of Haberdashers). Las compañías modernas (creadas después de 1926) son principalmente representantes de las profesiones e industrias actuales y operan en estrecha colaboración con ellas. Muchos oficios antiguos siguen siendo tan relevantes hoy como cuando se establecieron sus gremios. Algunos aún ejercen poderes de regulación, inspección y cumplimiento, como la Oficina de Ensayos de la Compañía de Orfebres (The Goldsmiths' Company Assay Office), mientras que otros son organismos que otorgan cualificaciones profesionales. La Honorable Compañía de Escribanos (Worshipful Company of Scriveners) admite a miembros de alto rango de profesiones jurídicas y afines, la Honorable Sociedad de Boticarios (Worshipful Society of Apothecaries) otorga titulaciones de posgrado en algunas especialidades médicas y la Honorable Compañía de Conductores de Carruajes (Worshipful Company of Hackney Carriage Drivers) está compuesta por taxistas con licencia que han aprobado el examen de "Conocimiento de Londres". Varias compañías, como la Compañía de Abogados de la Ciudad de Londres (City of London Solicitors' Company) y la Honorable Compañía de Ingenieros (Worshipful Company of Engineers), restringen su membresía a quienes poseen las cualificaciones profesionales pertinentes. Otras compañías, cuyo oficio desapareció hace mucho tiempo, como la Honorable Compañía de Fabricantes de Arcos (Worshipful Company of Bowyers), han evolucionado hasta convertirse principalmente en fundaciones benéficas. Muchos gremios, por ejemplo la Honorable Compañía de Fabricantes de Alfileres, han desaparecido por completo desde su creación.
Luego de que la Honorable Compañía de Carreros (Worshipful Company of Carmen) obtuviera su librea de la City de Londres en 1848, no se establecieron nuevas compañías hasta 1926, cuando se fundó la Honorable Compañía de Maestros Marineros (Honourable Company of Master Mariners), la cual obtuvo su librea en 1932. Las creaciones posteriores a 1926 se conocen como «compañías de librea modernas». La Honorable Compañía de Comunicadores (Worshipful Company of Communicators), la más reciente, obtuvo la categoría de librea en marzo de 2025, convirtiéndose en la 113.ª compañía de librea de la City en orden de precedencia.
La Honorable Compañía de Pilotos Aéreos (Honourable Company of Air Pilots) es sólo un ejemplo de las compañías de librea de Londres que cuentan con comités activos en el extranjero.